# The Tiger Lillies
Tiger Lillies (Тайгер Лілліз, у перекладі з англ. «тигрові лілії») — музичне тріо з Лондона, засноване в 1989 році й активне до сьогодні (2014).

## Музика та естетика

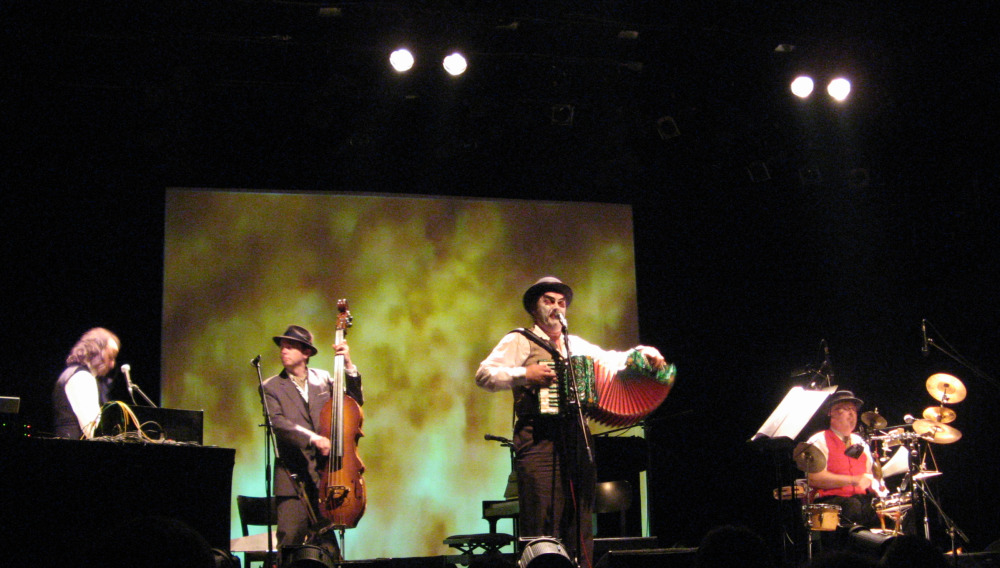
Tiger Lillies і Александр Хаке на концерті з програмою «The Mountains of Madness» (Гори безумства), Франкфурт-на-Майні, 2007

Тріо працює в комедійно-трагічному стилі з елементами кабаре й чорного гумору. Тексти пісень нерідко пов'язані з темами різних форм сексу й смерті, серед героїв пісень — повії й наркомани. Візитними картками групи стали їх сценічні костюми й грим, а також контр-тенор вокаліста Мартіна Жака, що аккомпанує собі на акордеоні.

## Спільні роботи
Tiger Lillies були номіновані на «Греммі» за альбом «The Gorey End», записаний разом із Kronos Quartet (2003).
У 2005 році вийшов спільний альбом «Huinya» з російським гуртом «Ленінград». Лідер «Ленінграда» Сергій Шнуров виконує на ньому безліч пісень Tiger Lillies у художньому перекладі російською, а Tiger Lillies виконують дві пісні гурту «Ленінград» англійською. У всіх піснях грають музиканти обох гуртів.

## Дискоґрафія

### Альбоми
- 1994 — Births, Marriages and Deaths
- 1995 — Spit Bucket
- 1995 — Ad nauseam
- 1996 — Goodbye Great Nation
- 1996 — The Brothel to the Cemetery
- 1997 — Farmyard Filth
- 1998 — Low Life Lullabies
- 1998 — Shockheaded Peter
- 1999 — Bad Blood and Blasphemy
- 2000 — Circus Songs
- 2000 — Bouquet of Vegetables: The Early Years
- 2001 — 2 Penny Opera
- 2003 — The Sea
- 2004 — Punch and Judy
- 2004 — Death and the Bible
- 2006 — The Little Matchgirl
- 2006 — Die Weberischen
- 2007 — Urine Palace
- 2007 — Love and War
- 2008 — 7 Deadly Sins
- 2009 — FreakShow
- 2010 — Cockatoo Prison
- 2010 — Here I am Human!
- 2011 — Woyzeck & The Tiger Lillies
- 2012 — The Rime of the Ancient Mariner
- 2012 — Hamlet
- 2013 — Either or
- 2014 — Lulu a Murder Ballad
- 2014 — A Dream Turns Sour
- 2015 — The Story of Franz Biberkopf
- 2016 — Madame Piaf
- 2016 — Love for Sale
- 2017 — Cold Night in Soho
- 2022 — The Last Days of Mankind
- 2023 - Ukraine
- 2024 - Lessons in Nihilism

### Концертні альбоми
- 2003 — Live in Russia 2000–2001
- 2007 — Live in Soho

### «Звукові доріжки» (музика до фільмів)
- 1999 — «Планкет та Маклейн»
- 2001 — «Давай зробимо це швидко»
- 2015 — «Орлеан»
- та інші...